# Gabriel Maturana
Gabriel Maturana (Santiago, 8 de junio de 1911-Santiago, 21 de abril de 2004), fue un actor chileno, conocido por su papel del Señor Mandiola en el programa humorístico Jappening con Ja.

## Familia
Gabriel Maturana fue el padre del pintor chileno Carlos Maturana "Bororo", y abuelo de la actriz y comediante Alison Mandel.

## Vida artística
Se inició en el Vodevil a la edad de cuatro años, apoyado por su padre Eduardo Maturana, un mago, ventrílocuo y cantante.
Como actor participó en el Picaresque y dedicó toda su vida a la actuación. También participó en el cine y en algunos radioteatros. 
En televisión, es recordado por su papel del Señor Mandiola, el jefe de la empresa en donde transcurre el sketch "La Oficina" del Jappening con Ja. Además participó en dos teleseries de Canal 13, Corazón Pirata, como el Tío Alipio Mora y Machos, donde representó al médico Max Hernández.